# Palmer (Massachusetts)
Pour les articles homonymes, voir Palmer.
Palmer est une ville du Comté de Hampden dans l’État du Massachusetts.
Elle a été incorporée en 1775.
Sa population était de 12 448 habitants en 2020.